# Broken Back (album)
 (septembre 2017).
Si vous disposez d'ouvrages ou d'articles de référence ou si vous connaissez des sites web de qualité traitant du thème abordé ici, merci de compléter l'article en donnant les références utiles à sa vérifiabilité et en les liant à la section « Notes et références ».
Pour l’article homonyme, voir Broken Back.
Singles
1. Happiest Man On Earth
Sortie : 14 septembre 2015
2. Halcyon Birds
Sortie : 10 juin 2016

Broken Back est le premier album studio du chanteur français Broken Back, sorti en 2016.

## Liste des titres
| 1.    | Excuses               |  |  | 3:44 |
| 2.    | Halcyon Birds         |  |  | 3:17 |
| 3.    | Better Run            |  |  | 2:56 |
| 4.    | Lady Bitterness       |  |  | 3:35 |
| 5.    | Happiest Man On Earth |  |  | 3:03 |
| 6.    | Say                   |  |  | 3:27 |
| 7.    | Seven Words           |  |  | 3:19 |
| 8.    | Go To Go              |  |  | 3:38 |
| 9.    | Young Souls           |  |  | 4:01 |
| 10.   | Modern Tale           |  |  | 3:46 |
| 34:46 |                       |  |  |      |

## Classement hebdomadaire
| Classement (2016)            | Meilleure position |
| ---------------------------- | ------------------ |
| Belgique (Wallonie Ultratop) | 64                 |
| France (SNEP)                | 76                 |
| Suisse (Schweizer Hitparade) | 93                 |

1. ↑  Ultratop.be – Broken Back – Broken Back. Ultratop 200 albums. Ultratop et Hung Medien / hitparade.ch.
2. ↑  Lescharts.com – Broken Back – Broken Back. SNEP. Hung Medien.
3. ↑  (en) Swisscharts.com – Broken Back – Broken Back. Schweizer Hitparade. Hung Medien.